# Dominik Wydra
Dominik Wydra (* 21. března 1994, Vídeň) je rakouský fotbalový záložník momentálně působící v klubu SK Rapid Wien.

## Klubová kariéra
Na mládežnické úrovni hrál v místním vídeňském klubu SC Wiener Viktoria a posléze ve známějším SK Rapid Wien. Do profesionálního fotbalu se dostal v dresu SK Rapid Wien. S Rapidem si zahrál v Evropské lize 2014/15, kde byl jeho tým vyřazen ve 4. předkole finským klubem HJK Helsinki Wydra jednou skóroval v odvetě (remíza 3:3).

## Reprezentační kariéra
Dominik Wydra je členem rakouských mládežnických reprezentací.